# Bury FC
Bury Football Club is een Engelse voetbalclub uit Bury, Greater Manchester. Bury eindigde het seizoen 2018/19 als tweede in EFL League Two, het vierde niveau van het Engelse voetbalcompetitiesysteem en promoveerde naar de EFL League One voor het seizoen 2019/20. Het team kon het seizoen niet beginnen vanwege de langdurige financiële problemen van de club en op 27 augustus 2019 werd Bury uit de EFL gezet.
De club stond bekend als "The Shakers" en ze speelden in witte shirts met marineblauwe broeken. Gigg Lane, een van 's werelds oudste stadions, was sinds 1885 de thuisbasis van de club. Bury had een langdurige rivaliteit met nabijgelegen ploegen als Bolton Wanderers, Oldham Athletic en Rochdale AFC.
Bury, opgericht in 1885, was in 1889 oprichter van de Lancashire League en werd in de seizoenen 1890/91 en 1891/92 gekroond tot kampioen voordat ze in 1894 werd verkozen voor de Football League (nu bekend als de EFL). Ze promoveerden in 1894/95 naar het hoogste niveau, de Football League First Division. Hier speelden ze zeventien seizoenen lang. In 1900 won Bury FC de FA Cup na een 4-0 overwinning op Southampton FC. In 1903 wonnen ze opnieuw de beker, ditmaal werd Derby County in de finale met maarliefst 6-0 verslagen. Dit is de grootste overwinning in een FA Cup-finale, slechts eenmaal geëvenaard, toen Manchester City Watford versloeg in de finale van 2019.
Ze degradeerden aan het einde van het seizoen 1911/12 naar de Second Division, voordat ze opnieuw promoveerden in 1924. Bury degradeerden in 1928/29 weer uit de hoogste divisie en is sindsdien nooit meer teruggekeerd. Ze daalden af naar het derde niveau in 1957, om vier jaar later weer terug te keren in de Second Division. Van 1967 tot 1971 promoveerden ze eenmaal, maar door drie degradaties kwam Bury voor het eerst in hun geschiedenis uit in de Football League Fourth Division.
Bury won promotie aan het einde van het seizoen 1973/74 en bleef tot 1980 in de Third Division spelen. Ze speelden op het vierde niveau toen Stan Ternent in september 1995 werd aangesteld als nieuwe coach. Hij hielp de ploeg aan twee promoties en zodoende kwam Bury in 1997 voor het eerst sinds 28 jaar tijd weer uit op het tweede niveau. Hier speelden ze twee seizoenen. Twee degradaties volgden, waarna de club in het seizoen 2010/11 kampioen werd van de League Two. Ze wisselden vervolgens tussen de League One en League Two, er vond tweemaal degradatie (in 2013 en 2018) en tweemaal promotie (in 2015 en 2019) plaats.

## Erelijst
- FA Cup

1900, 1903

## Records
- Bury heeft (met Manchester City) het record voor de grootste overwinning in een FA Cup-finale (6-0, 1903).
- In 2005 werd Bury het eerste Engelse team dat 1.000 doelpunten had gescoord in elk van de vier hoogste Engelse divisies.[5]
- Bury was de eerste Europese club die een speler contracteerde uit het Indisch subcontinent, Bhaichung Bhutia.[6]

## Voormalige spelers van Bury FC
| - Colin Bell - Baichung Bhutia - Luther Blissett - Stan Bowles - Lee Dixon - Martin Dobson - Derek Fazackerley | - Gary Flitcroft - Brian Flynn - Andy Gray - Bruce Grobbelaar - David Healy - Dave Hickson - Colin Kâzim-Richards - Dean Kiely | - Alec Lindsay - Sammy McIlroy - Terry McDermott - Gary Neville (als jeugdspeler) - Peter Reid - Neville Southall - Danny Wilson | - Kevin Young |